# República autônoma
Uma república autônoma é um tipo de divisão administrativa como uma província. Ela é formada a partir de regiões que possuem uma maioria étnica diferente do resto do país, como, por exemplo, a República Sérvia na Bósnia e Herzegovina, que é formada em sua maioria por sérvios. Um número significativo de repúblicas autónomas podem ser encontrados nos estados sucessores da União Soviética, mas a maioria está localizada dentro de Rússia. Muitas destas repúblicas foram estabelecidas durante o período soviético como repúblicas autônomas federadas.

## Repúblicas autónomas no âmbito das ex-Repúblicas Socialistas Soviéticas
- Repúblicas da Rússia
- Azerbaijão: Naquichevão, Alto Carabaque
- Geórgia: Abecásia, Ajária, Ossétia do Sul
- Ucrânia/Rússia (disputado): República Autônoma da Crimeia/República da Crimeia[2]
- Usbequistão: Caracalpaquistão
- Moldávia: Transnístria

## Territórios franceses
A designação também pode se referir aos seguintes 13 antigos territórios franceses na África antes de 1960, quando todos ganharam independência:
- República Centro-Africana (1 de dezembro, 1958)
- República do Chade (28 de novembro, 1958)
- República do Daomé (4 de dezembro, 1958)
- República Gabonesa (28 de novembro, 1958)
- República da Costa do Marfim (4 de dezembro, 1958)
- República do Madagascar (14 de outubro, 1958)
- República Islâmica da Mauritânia (28 de novembro, 1958)
- Médio Congo (28 de novembro, 1958)
- República do Níger (19 de dezembro, 1958)
- República do Senegal (25 de novembro, 1958)
- República Sudanesa (24 de novembro, 1958)
- República do Togo (22 de fevereiro, 1958)
- República do Alto Volta (11 de dezembro, 1958)

## Outros territórios
- Bósnia e Herzegovina: República Sérvia
- República de Veimar: República de Baden e República de Reuss
- Suíça: República e Cantão de Neuchâtel
- Síria: Curdistão Sírio (conhecido também como Rojava)